# Остров (Воскресенское сельское поселение)
Остров — деревня в Череповецком районе Вологодской области.
Входит в состав Воскресенского сельского поселения, с точки зрения административно-территориального деления — в Воскресенский сельсовет.
Расстояние по автодороге до районного центра Череповца — 47 км, до центра муниципального образования Воскресенского — 9 км. Ближайшие населённые пункты — Дермянинское, Фролово, Новотрюмово.
По переписи 2002 года население — 10 человек.